# 포미닛의 음반 외 활동 목록

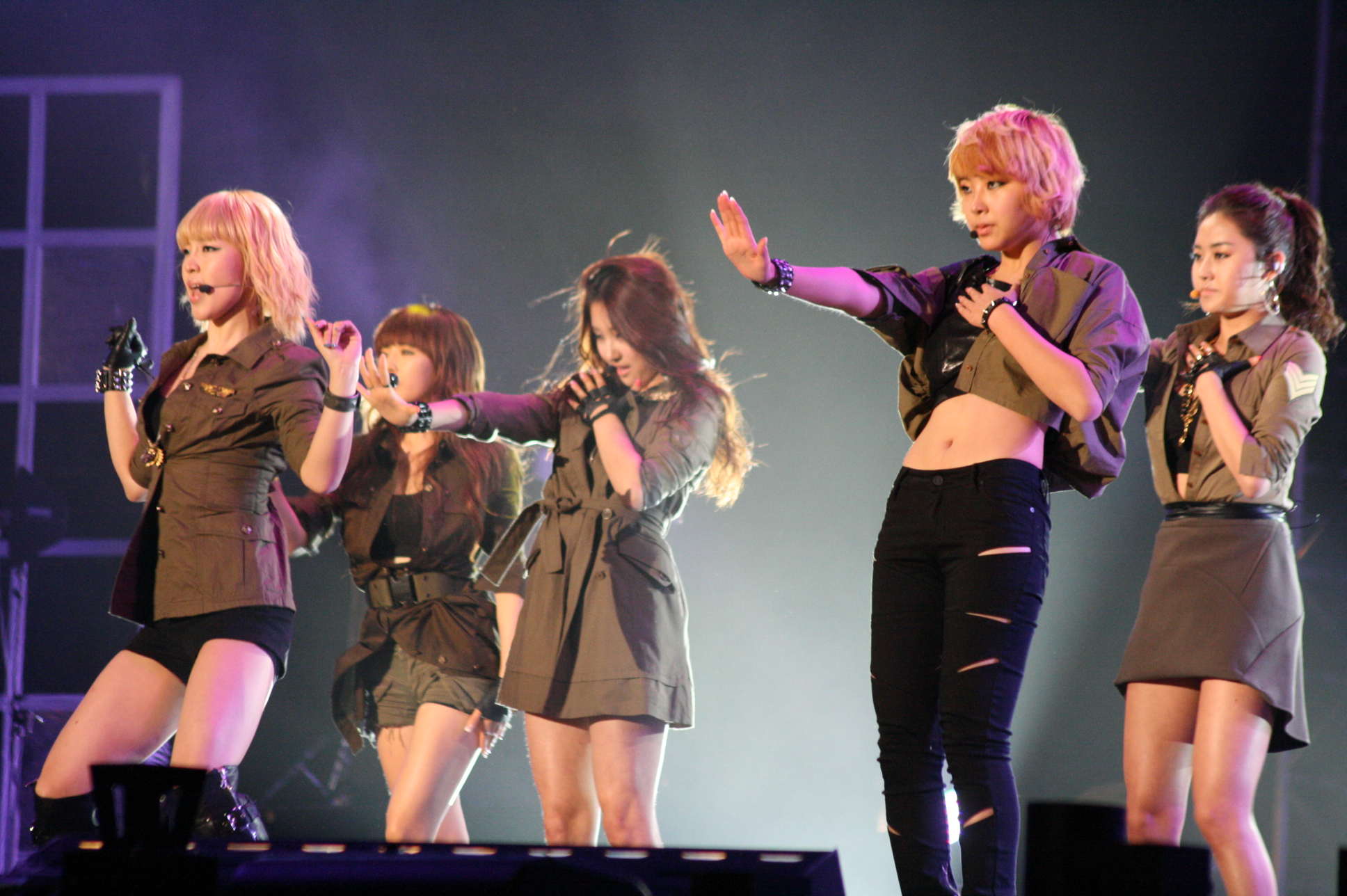
2010년 아시아송 페스티벌에서 공연 중의 포미닛.

다음은 대한민국 여성 가수 그룹 포미닛의 음반 외 활동 목이다.

## 단독 콘서트
| 4Minute LIVE Energy Vol.1 MUZIK               | 2010년 5월 8일   | 일본 도쿄 제프 도쿄                        | 약 2,000명 |
| 4Minute LIVE Energy Vol.2 DIAMOND             | 2010년 12월 4일  | 일본 도쿄 제프 도쿄                        | 약 4,000명 |
| 4Minute LIVE Energy Vol.2 DIAMOND             | 2010년 12월 5일  | 일본 오사카 도지마 홀                      | 약 4,000명 |
| 4Minute Volume Up Party                       | 2012년 10월 31일 | 인도네시아 자카르타                        |            |
| 4Minute LIVE PARTY ROCK Concert in Sydney     | 2013년 9월 1일   | 오스트레일리아 시드니 메트로 씨어터 시드니 | 약 1,000명 |
| 4Minute Fan Bash in Barcelona 2014            | 2014년 5월 23일  | 스페인 바르셀로나 Club Razzmatazz          | 약 1,000명 |
| 4Minute Fan Bash in Stockholm 2014            | 2014년 5월 25일  | 스웨덴 스톡홀름 데바세르 메디스            | 약 1,000명 |
| 4Minute Fanbash in Myanmar                    | 2015년 4월 4일   | 미얀마 양곤 이벤트 파크                    | 약 7,000명 |
| 총 개최 횟수 : 8회 총 동원 인원 : 약 20,000명 |                  |                                            |            |

## 팬미팅
| 콘서트명                                  | 날짜             | 개최지               |
| ----------------------------------------- | ---------------- | -------------------- |
| 공식 팬클럽 포니아 1기의 창단식 겸 팬미팅 | 2010년 6월 6일   | 서울 삼성동 섬유센터 |
| 우리집에 놀러와                           | 2015년 9월 19일  | 서울 백암아트홀      |
| 4MINUTE FAN BASH in LATIN AMERICA         | 2015년 11월 12일 | 아르헨티나 LUNA PARK |

## 공연
| 날짜                                       | 도시 | 국가     | 장소                                             |
| ------------------------------------------ | ---- | -------- | ------------------------------------------------ |
| 섬머 쿨 페스티벌 - 대구                    |      |          |                                                  |
| 2010년 8월 7일                             | 대구 | 대한민국 | 호텔 인터불고 엑스코 그랜드볼룸                  |
| 인천 한류관광콘서트                        |      |          |                                                  |
| 2011년 8월 13일                            | 인천 | 대한민국 | 인천문학월드컵경기장                             |
| 2011 유나이티드 큐브 콘서트                |      |          |                                                  |
| 2011년 8월 14일                            | 서울 | 대한민국 | 잠실종합운동장 보조경기장                        |
| 2011 한류드림콘서트                        |      |          |                                                  |
| 2011년 10월 3일                            | 경주 | 대한민국 | 경주시민운동장                                   |
| 한류 위크 콘서트                           |      |          |                                                  |
| 2011년 12월 3일                            | 평창 | 대한민국 | 용평리조트 용평돔                                |
| 2012 드림 콘서트                           |      |          |                                                  |
| 2012년 5월 12일                            | 서울 | 대한민국 | 상암서울월드컵경기장                             |
| M PACK SHOW VOL.7 - 양동근 포미닛 부가킹즈 |      |          |                                                  |
| 2012년 5월 26일                            | 서울 | 대한민국 | 강남 club HOLIC                                  |
| 용감한 녀석들 콘서트                       |      |          |                                                  |
| 2012년 9월 9일                             | 서울 | 대한민국 | 연세대학교 노천극장                              |
| 2012 인천 K-POP 콘서트                     |      |          |                                                  |
| 2012년 9월 9일                             | 인천 | 대한민국 | 인천문학월드컵경기장                             |
| 2013 유나이티드 큐브                       |      |          |                                                  |
| 2013년 2월 2일                             | 인천 | 대한민국 | 잠실실내체육관                                   |
| 2013 POOLSIDE PARTY - DJ DOC & 포미닛      |      |          |                                                  |
| 2013년 7월 20일                            | 서울 | 대한민국 | 쉐라톤그랜드워커힐호텔 리버파크수영장            |
| 2013년 7월 21일                            | 서울 | 대한민국 | 쉐라톤그랜드워커힐호텔 리버파크수영장            |
| 멜론 땡큐콘서트                            |      |          |                                                  |
| 2013년 9월 6일                             | 서울 | 대한민국 | 올림픽공원 체조경기장(제1체육관)                 |
| 2013년 9월 7일                             | 서울 | 대한민국 | 올림픽공원 체조경기장(제1체육관)                 |
| 2013 한류드림콘서트                        |      |          |                                                  |
| 2013년 10월 6일                            | 경주 | 대한민국 | 경주시민운동장                                   |
| GS&CONCERT 2013                            |      |          |                                                  |
| 2013년 10월 26일                           | 서울 | 대한민국 | 잠실실내체육관                                   |
| 2014 드림 콘서트                           |      |          |                                                  |
| 2014년 6월 7일                             | 서울 | 대한민국 | 상암서울월드컵경기장                             |
| EBS 청춘 토크 콘서트 통일드림              |      |          |                                                  |
| 2014년 9월 2일                             | 서울 | 대한민국 | 숭실대학교 한경직기념관 대강당                   |
| 용기백배 콘서트                            |      |          |                                                  |
| 2014년 9월 13일                            | 서울 | 대한민국 | 연세대학교 노천극장                              |
| 2014 인천한류관광콘서트                    |      |          |                                                  |
| 2014년 9월 17일                            | 인천 | 대한민국 | 인천 송도 국제업무지구역 2번출구 앞 야외특설무대 |
| 2014 한류드림콘서트                        |      |          |                                                  |
| 2014년 9월 28일                            | 경주 | 대한민국 | 경주시민운동장                                   |
| 더 케이 페스티벌                           |      |          |                                                  |
| 2014년 10월 4일                            | 인천 | 대한민국 | 인천 송도국제도시 달빛축제공원                   |
| 2015 드림 콘서트                           |      |          |                                                  |
| 2015년 5월 23일                            | 서울 | 대한민국 | 상암서울월드컵경기장                             |
| 2015 이디야 뮤직페스타                     |      |          |                                                  |
| 2015년 8월 30일                            | 서울 | 대한민국 | 잠실실내체육관                                   |
| 포미닛 팬미팅                              |      |          |                                                  |
| 2015년 9월 19일                            | 서울 | 대한민국 | 백암아트홀                                       |
| 2015 인천한류관광콘서트                    |      |          |                                                  |
| 2015년 10월 17일                           | 인천 | 대한민국 | 인천문학월드컵경기장                             |
| 2016 대구해피포유콘서트                    |      |          |                                                  |
| 2016년 4월 2일                             | 대구 | 대한민국 | 대구시민운동장                                   |
| May I Love You                             |      |          |                                                  |
| 2016년 5월 27일                            | 서울 | 대한민국 | 연세대학교 노천극장                              |

## 출연 작품

### 방송 프로그램
- 2009년 《SBS MTV MTV 포미닛》 - 4MINUTE
- 2009년~2010년 《KBS 청춘불패 시즌1》 - 김현아
- 2009년 《SBS 오! 브라더스》 - 김현아
- 2010년 《SBS 태극기 휘날리며》 - 김현아
- 2010년 《SBS MTV 포미닛의 친구데이》 - 4MINUTE
- 2010년~2011년 《MBC 가족 버라이어티 꽃다발》 - 4MINUTE
- 2010년 《SBS E! 포미닛의 올인》 - 4MINUTE
- 2011년 《E채널 포미닛의 Mr.티처》 - 4MINUTE
- 2011년 《KBS2 아이돌 건강미녀 선발대회》 - 권소현
- 2011년 《KBS2 불후의 명곡》 - 전지윤
- 2011년 《MBC 2011 스타댄스 대격돌》 - 4MINUTE
- 2011년 《MBC 아이돌스타 7080 가수왕》 - 4MINUTE
- 2011년 《KBS2 연예인 복불복 마라톤 대회》 - 4MINUTE
- 2011년 《MBC 댄싱 위드 더 스타 시즌 1》 - 김현아
- 2011년~2012년 《Mnet BOOM the K-POP》 - 4MINUTE
- 2011년~2012년 《MBN Show K Music》 - 김현아, 권소현
- 2012년 KBS2 《세자빈 프로젝트-왕실의 부활》 - 권소현
- 2012년 《KBS2 1 대 100 스타퀴즈왕》 - 4MINUTE
- 2012년 《MBC 제4회 아이돌 스타 육상·수영선수권대회》 - 4MINUTE
- 2012년 《KBS2 뮤직뱅크 파리공연》 - 4MINUTE
- 2012년 《KBS2 가족의 탄생》 - 김현아
- 2012년 《QTV 포미닛의 트래블 메이커》 - 4MINUTE
- 2012년 《KBS2 국민 대축제》 - 4MINUTE
- 2012년 《MBC 미스&미스터 아이돌 코리아 선발대회》 - 4MINUTE
- 2012년 《KBS2 왕실의 부활 - 왕세자 책봉사건》 - 김현아
- 2012년 《MBC LIFE 그녀와 자동차》 - 남지현
- 2012년 《tvN 더 로맨틱 & 아이돌》 - 남지현
- 2013년 《KBS2 대결, 아이돌 가요무대》 - 4MINUTE
- 2013년 《MBC 제6회 아이돌 스타 육상 양궁 선수권 대회》 - 4MINUTE
- 2014년 《MBC every1 우리집에 연예인이 산다》 - 권소현
- 2014년 《JTBC 학교 다녀오겠습니다》 - 허가윤
- 2014년 《SBS MTV 현아의 FREE MONTH》 - 김현아
- 2014년 《KBS1 할머니는 1학년》 - 권소현
- 2014년 《온스타일 스타일 로그 2014》 - 허가윤
- 2014년 《KBS2 로드킹》 - 권소현
- 2014년  《KBS2 도서관이 살아있다》 - 권소현
- 2015년 《MBC every1 형돈이와 대준이의 히트제조기 빅병》 - 권소현
- 2015년 《K-STAR 포미닛의 비디오》 - 4MINUTE
- 2015년 《MBC K-ICT와 함께 하는 K-POP 슈퍼 콘서트》 - 김현아
- 2015년 《MBC 듀엣가요제 8+》 - 허가윤
- 2015년 《MBC 아이돌스타 육상 씨름 농구 풋살 양궁 선수권대회》 - 4MINUTE
- 2015년 《Mnet 언프리티 랩스타 2》 - 전지윤
- 2015년~2016년 《K STAR 진짜 뷰티》 - 남지현
- 2016년 《큐브TV 해시태그 큐브》 - 4MINUTE
- 2016년 《skyPetpark 마이 펫 연구소》 - 권소현
- 2016년 KBS Joy 《아이돌 인턴왕》 - 권소현

### 라디오
- 2016년 4월 27일~8월 24일 KBS 2FM 《슈퍼주니어의 키스 더 라디오》 - 권소현

### 영화 및 드라마
- 2009년 MBC 일일시트콤 지붕뚫고 하이킥! 서운대 홍보물 표지 (본인) 역 (특별출연) - 김현아
- 2010년 MBC 일일시트콤 지붕뚫고 하이킥! 그룹 스키니 멤버 역 (특별출연) - 남지현, 허가윤, 전지윤, 권소현
- 2010년 영화《심야의 FM》 옆 스튜디오 게스트 역 (특별출연) - 남지현, 김현아
- 2010년~2011년 SBS 월화드라마 괜찮아, 아빠딸 신선해 역 - 남지현
- 2011년~2012년 MBC 주말드라마 천 번의 입맞춤 장수아 역 - 남지현
- 2011년 MBC 수목드라마 나도, 꽃! 고3 수험생 역 (특별출연) - 허가윤
- 2012년 MBC 월화드라마 빛과 그림자 유현경 역 - 허가윤
- 2012년 채널A 주말드라마 판다양과 고슴도치 남지현 역 (특별출연) - 남지현
- 2012년 tvN 수목드라마 제3병원 가수 역 (특별출연) - 남지현
- 2013년 KBS2 금요드라마 사랑과 전쟁 2 - 아이돌 특집 서영 역 - 남지현
- 2013년 KBS2 KBS 드라마 스페셜 - 내 친구는 아직 살아있다 치현 누나 역 (특별출연) - 허가윤
- 2013년 Mnet 금요드라마 몬스타 스텔라 역 (특별출연) - 남지현
- 2013년 Daum 스토리볼 웹드라마 러브포텐 - 순정의 시대 윤민아 역 - 남지현
- 2014년 tvN 금토드라마 연애 말고 결혼 소개팅녀 역 (특별출연) - 남지현
- 2014년 영화 《황구》신미수 역 - 권소현
- 2014년 네이버 TV 웹드라마 꿈꾸는 대표님 한꿈 역 - 전지윤
- 2014년 네이버 TV 웹드라마 연애세포 시즌 1 서린 역 - 남지현
- 2014년 영화 《레디액션 청춘 - 훈련소 가는 길》 승아 역 - 남지현
- 2015년 tvN 월화드라마 식샤를 합시다 2 홍민아 역 (특별출연) - 허가윤
- 2015년 네이버 TV 웹드라마 그녀는 200살 민세연 역 - 남지현
- 2016년 영화 《프랑스 영화처럼 - A time to leave》 윤소 역  - 전지윤
- 2016년 MBC 토요드라마 마이 리틀 베이비 한소윤 역 - 남지현

### 뮤지컬
- 2012년~2013년 뮤지컬 내사랑 내곁에 복희 역 - 전지윤

### V LIVE
| 방송명                                        | 링크 | 비고        |
| --------------------------------------------- | ---- | ----------- |
| 4minute "Crazy" spoiler                       |      | 2015.07.21. |
| 4minute "Crazy" club showcase                 |      | 2015.07.21. |
| 4minute "Crazy" MV making                     |      | 2015.07.21. |
| 4minute's sweet valentine                     |      | 2015.07.21. |
| 현아와 일훈이의 컬투쇼 가는 길                |      | 2015.08.19. |
| HYUNA's 1st broadcast behind video            |      | 2015.08.26. |
| 현아 '잘나가서 그래' 안무 영상 공개!          |      | 2015.08.28. |
| 4minute의 팬미팅 가는 길!                     |      | 2015.09.18. |
| 4MINUTE SBS 가요대전 BACK STAGE!              |      | 2015.12.27. |
| 4MINUTE 2015 Song Festival behind             |      | 2016.01.20. |
| 포미닛 컴백D-1! 후끈후끈 '싫어' 안무연습 Live |      | 2016.01.31. |
| 포미닛                                        |      | 2016.02.01. |
| 포미닛 ACT.7 컴백쇼케이스                     |      | 2016.02.01. |
| 포미닛첫방전대기실                            |      | 2016.02.03. |
| 포미닛 앨범자켓 촬영 비하인드                 |      | 2016.02.11. |
| 포미닛과 함께 하는 바리스타 아카데미!         |      | 2016.02.16. |
| [스타캐스트] 4MINUTE Comback Week Behind      |      | 2016.02.17. |

## 예능 성과

### 아이돌 육상대회
| 연도   | 경력 |
| ------ | --- |
| 2012년 | - 《제4회 아이돌 스타 육상·수영선수권대회》 여자 200m 경보 릴레이 A팀 동메달: 남지현, 전지윤, 권소현 |
| 2013년 | - 《제6회 아이돌 스타 육상 양궁 선수권 대회》 여자 양궁 단체 은메달: 남지현, 허가윤, 권소현 - 《제6회 아이돌 스타 육상 양궁 선수권 대회》 종합 1위: D팀(포미닛, FT아일랜드, 씨엔블루, 에이핑크, 비투비, 노지훈) |
| 2014년 | - 《2014 설특집 아이돌스타 육상 양궁 풋살 컬링 선수권대회》 여자 양궁 개인전 금메달: 권소현 - 《2014 설특집 아이돌스타 육상 양궁 풋살 컬링 선수권대회》풋살 B팀(포미닛포함 비스트, 비투비, B.A.P, 노지훈, 엠블랙, 퓨어, 제이준, 씨클라운, 에이핑크, 시크릿, 걸스데이, AOA, 틴트) 금메달 - 《2014 설특집 아이돌스타 육상 양궁 풋살 컬링 선수권대회》 종합 1위: B팀(포미닛, 비스트, 비투비, B.A.P, 노지훈, 엠블랙, 퓨어, 제이준, 씨클라운, 에이핑크, 시크릿, 걸스데이, AOA, 틴트) |
| 2015년 | - 제 9회 《아이돌스타 육상 농구 풋살 양궁 선수권대회》 여자 양궁 단체전 금메달: 남지현, 전지윤, 권소현 - 제 9회 《아이돌스타 육상 농구 풋살 양궁 선수권대회》 종합 1위: C팀 (큐브) (포미닛, 비스트, 비투비, 노지훈) |
| 2016년 | - 제 11회 《아이돌스타 육상 씨름 풋살 양궁 선수권대회》 종합 1위: 베테랑팀 (포미닛, 비스트, 비투비, CLC, 에이핑크) |

## 광고
| 연도   | 광고/화보 |
| ------ | --- |
| 2009년 | - <TBJ> 의류 브랜드 모델 - <온세텔레콤 1677> 콜렉트콜 모델 - <슈마커> 신발 브랜드 전속 모델 - <뿌까> 브랜드 모델 - <소니(SONY) 워크맨 X (WALKMAN X)> MP3 광고 모델 - <다사랑치킨> 광고 모델 - <우리달걀먹기> 캠페인 모델 |
| 2010년 | - <베지밀> 전속 광고 모델 - <메타콘> 아이스크림 브랜드 모델 - <아리얼> 화장품 브랜드 모델 - <SK텔레콤T> 캠페인 모델 - <Scotch Puree (태국)> 음료수 브랜드 모델 - <엑스코 대구PR> 홍보 모델                               |
| 2011년 | - <프리스타일> 게임 브랜드 모델 |
| 2012년 | - <삼성 갤럭시 S III> 스타디움 캠페인 모델 - <처음처럼> 광고 모델 (김현아) |
| 2013년 | - <삼성그룹 La' Fleur (태국)> 휴대폰 브랜드 모델 - <BBQ 치킨> 광고 모델 (김현아) - <넥슨 서든어택> 게임 브랜드 모델 - <서울우유 쉐이킹> 음료수 브랜드 모델 - <비달사순> 고데기 브랜드 모델 (허가윤)                      |
| 2014년 | - <몬스터길들이기> 게임 브랜드 모델 - <코란도 투리스모> 자동차 브랜드 모델 - <토니모리> 화장품 브랜드 모델 (김현아) - <탈렌트> 화장품 브랜드 모델                                                                        |
| 2015년 | - <미니스톱 포미닛> 음료수 브랜드 모델 |
| 2016년 | - <비포앤애프터바이오> 화장품 브랜드 모델 (남지현) - <횡행모험왕 (중국)> 게임 브랜드 모델 - <딜라이브> 광고 모델 (김현아)                                                                                                |

### 화보
| 연도 | 잡지명                                  | 출연           |
| ---- | --------------------------------------- | -------------- |
| 2009 | 《스타일 (star 1)》 8월호               | 4MINUTE        |
| 2009 | 《와와걸 (wawa girl)》 8월호            | 4MINUTE        |
| 2009 | 《나일론 (Nylon)》 9월호                | 4MINUTE        |
| 2009 | 《마리 끌레르 (Marie Claire)》 10월호   | 4MINUTE        |
| 2009 | 《보그 걸 (Vogue Girl)》 10월호         | 4MINUTE        |
| 2009 | 《브로마이드 (Bromide)》 10월호         | 4MINUTE        |
| 2009 | 《스타일 (star 1)》 10월호              | 4MINUTE        |
| 2009 | 《쎄씨 (CeCi)》 12월호                  | 4MINUTE        |
| 2009 | 《아스타 TV (Astar TV)》 12월호         | 4MINUTE        |
| 2010 | 《코스모폴리탄 (Cosmopolitan)》 4월호   | 김현아         |
| 2010 | 《아스타 TV (Astar TV)》 6월호          | 4MINUTE        |
| 2010 | 《브로마이드 (Bromide)》 7월호          | 4MINUTE        |
| 2010 | 《와와걸 (wawa girl)》 7월호            | 4MINUTE        |
| 2010 | 《어린이 동산》 9월호                   | 4MINUTE        |
| 2010 | 《쎄씨 (CeCi)》 10월호                  | 4MINUTE        |
| 2010 | 《아스타 TV (Astar TV)》 10월호         | 4MINUTE        |
| 2011 | 《Stellar Girls 》 1월호                | 4MINUTE        |
| 2011 | 《쎄씨 (CeCi)》 4월호                   | 4MINUTE        |
| 2011 | 《엘르 걸 (Elle Girl)》 4월호           | 4MINUTE        |
| 2011 | 《아레나 옴므 (Arena Homme)》 5월호     | 김현아         |
| 2011 | 《GQ》 9월호                            | 김현아         |
| 2012 | 《보그 걸 (Vogue Girl)》 3월호          | 김현아         |
| 2012 | 《아스타 TV (Astar TV)》 3월호          | 4MINUTE        |
| 2012 | 《나일론 (Nylon)》 4월호                | 4MINUTE        |
| 2012 | 《보그 걸 (Vogue Girl)》 4월호          | 4MINUTE        |
| 2012 | 《슈어 (Sure)》 5월호                   | 김현아         |
| 2012 | 《코스모폴리탄 (Cosmopolitan)》 5월호   | 4MINUTE        |
| 2012 | 《패스트 (Fast)》 6월호                 | 허가윤         |
| 2012 | 《K Wave》 8월호                        | 4MINUTE        |
| 2012 | 《데이즈드 (Dazed)》 8월호              | 허가윤         |
| 2012 | 《패스트 (Fast)》 8월호                 | 김현아         |
| 2012 | 《나일론 (Nylon)》 9월호                | 김현아         |
| 2012 | 《쎄씨 (CeCi)》 10월호                  | 허가윤         |
| 2012 | 《Shoe Marker Mag》 10월호              | 김현아         |
| 2012 | 《쎄씨 (CeCi)》 10월호                  | 허가윤         |
| 2012 | 《아스타 TV (Astar TV)》 10월호         | 4MINUTE        |
| 2012 | 《Shoe Marker Mag》 11월호              | 4MINUTE        |
| 2012 | 《쎄씨 (CeCi)》 11월호                  | 허가윤         |
| 2012 | 《K-pop Artist》 12월호                 | 4MINUTE        |
| 2012 | 《Shoe Marker Mag》 12월호              | 4MINUTE        |
| 2012 | 《바이 블링 (By Bling)》 12월호         | 김현아         |
| 2012 | 《코스모폴리탄 (Cosmopolitan)》 12월호  | 김현아         |
| 2013 | 《POP Magazine》 1월호                  | 김현아         |
| 2013 | 《보그 (Vogue)》 1월호                  | 김현아         |
| 2013 | 《보그 걸 (Vogue Girl)》 1월호          | 허가윤         |
| 2013 | 《엘르 걸 (Elle Girl)》 1월호           | 김현아         |
| 2013 | 《K Wave》 2월호                        | 김현아         |
| 2013 | 《쎄씨 (CeCi)》 2월호                   | 투윤           |
| 2013 | 《엘르 걸 (Elle Girl)》 2월호           | 남지현, 권소현 |
| 2013 | 《코스모폴리탄 (Cosmopolitan)》 2월호   | 남지현         |
| 2013 | 《나일론 (Nylon)》 3월호                | 허가윤, 김현아 |
| 2013 | 《바이 블링 (By Bling)》 3월호          | 투윤           |
| 2013 | 《쎄씨 (CeCi)》 3월호                   | 허가윤         |
| 2013 | 《아레나 옴므 (Arena Homme)》 3월호     | 허가윤         |
| 2013 | 《K Wave》 4월호                        | 투윤           |
| 2013 | 《나일론 (Nylon)》 4월호                | 4MINUTE        |
| 2013 | 《데이즈드 (Dazed)》 4월호              | 4MINUTE        |
| 2013 | 《쎄씨 (CeCi)》 4월호                   | 허가윤         |
| 2013 | 《오보이 (Oh! Boy!)》 4월호             | 허가윤         |
| 2013 | 《Shoe Marker Mag》 5월호               | 투윤           |
| 2013 | 《더 스타 (The Star)》 5월호            | 허가윤         |
| 2013 | 《쎄씨 (CeCi)》 5월호                   | 투윤           |
| 2013 | 《인스타일 (In Style)》 5월호           | 허가윤, 김현아 |
| 2013 | 《퍼스트룩 (1st Look)》 5월호           | 4MINUTE        |
| 2013 | 《케이팝 앤 아트 (K-pop N Art)》 6월호  | 투윤           |
| 2013 | 《Shoe Marker Mag》 6월호               | 투윤           |
| 2013 | 《쎄씨 (CeCi)》 6월호                   | 4MINUTE        |
| 2013 | 《캠퍼스10》 6월호                      | 김현아         |
| 2013 | 《뷰티 플러스 (Beauty+)》 7월호         | 허가윤         |
| 2013 | 《싱글즈 (Single)》 7월호               | 4MINUTE        |
| 2013 | 《엘르 (Elle)》 7월호                   | 김현아         |
| 2013 | 《바자르 (Bazaar)》 8월호               | 4MINUTE        |
| 2013 | 《인스타일 (In Style)》 9월호           | 허가윤, 권소현 |
| 2013 | 《나일론 (Nylon)》 10월호               | 김현아         |
| 2013 | 《쎄씨 (CeCi)》 10월호                  | 허가윤         |
| 2013 | 《쎄씨 (CeCi)》 12월호                  | 김현아         |
| 2013 | 《엘르 (Elle)》 12월호                  | 4MINUTE        |
| 2013 | 《Bnt》 12월호                          | 허가윤         |
| 2014 | 《에스콰이어 (Esquire)》 1월호          | 김현아         |
| 2014 | 《인스타일 (In Style)》 1월호           | 김현아         |
| 2014 | 《코스모폴리탄 (Cosmopolitan)》 3월호   | 김현아         |
| 2014 | 《쎄씨 (CeCi)》 4월호                   | 4MINUTE        |
| 2014 | 《인스타일 (In Style)》 4월호           | 4MINUTE        |
| 2014 | 《바자르 (Bazaar)》 5월호               | 허가윤         |
| 2014 | 《보그 걸 (Vogue Girl)》 5월호          | 김현아         |
| 2014 | 《쎄씨 (CeCi)》 5월호                   | 김현아         |
| 2014 | 《엘르 (Elle)》 5월호                   | 김현아         |
| 2014 | 《그라치아 (Grazia)》 8월호             | 김현아         |
| 2014 | 《쎄씨 (CeCi)》 8월호                   | 김현아         |
| 2014 | 《아레나 옴므 (Arena Homme)》 8월호     | 김현아         |
| 2014 | 《더 블링 (The Bling)》 9월호           | 김현아         |
| 2014 | 《잇 파우치 (It Pouch)》 9월호          | 허가윤         |
| 2014 | 《퍼스트룩 (1st Look)》 9월호           | 허가윤         |
| 2014 | 《쎄씨 (CeCi)》 10월호                  | 4MINUTE        |
| 2014 | 《마리 끌레르 (Marie Claire)》 11월호   | 허가윤         |
| 2014 | 《엘르 (Elle)》 11월호                  | 김현아         |
| 2015 | 《JET》 1월호                           | 김현아         |
| 2015 | 《스타엠 (StarM)》 3월호                | 4MINUTE        |
| 2015 | 《쎄씨 (CeCi)》 3월호                   | 4MINUTE        |
| 2015 | 《코스모폴리탄 (Cosmopolitan)》 3월호   | 4MINUTE        |
| 2015 | 《스타엠 (StarM)》 4월호                | 4MINUTE        |
| 2015 | 《쎄씨 (CeCi)》 4월호                   | 권소현         |
| 2015 | 《슈어 핏 (Sure Fit)》 5월호            | 권소현         |
| 2015 | 《나일론 (Nylon)》 7월호                | 허가윤         |
| 2015 | 《더 셀러브리티 (The Celebrity)》 7월호 | 남지현         |
| 2015 | 《패션지오》 8월호                      | 김현아         |
| 2015 | 《데이즈드 (Dazed)》 9월호              | 4MINUTE        |
| 2015 | 《쎄씨 (CeCi)》 9월호                   | 김현아         |
| 2015 | 《아레나 옴므 (Arena Homme)》 9월호     | 김현아         |
| 2015 | 《앳 스타일 (@ Srat1)》 8월호           | 남지현, 허가윤 |
| 2015 | 《인스타일 (In Style)》 10월호          | 김현아         |
| 2015 | 《뷰티 플러스 (Beauty+)》 11월호        | 김현아         |
| 2015 | 《퍼스트룩 (1st Look)》 11월호          | 전지윤         |
| 2015 | 《퍼스트룩 (1st Look)》 11월호          | 허가윤         |
| 2016 | 《나인스타즈》 1월호                    | 4MINUTE        |
| 2016 | 《씨네21》 1월호                        | 전지윤         |
| 2016 | 《아레나 옴므 (Arena Homme)》 1월호     | 허가윤         |
| 2016 | 《그라치아 (Grazia)》 2월호             | 4MINUTE        |
| 2016 | 《슈어 (Sure)》 2월호                   | 권소현         |
| 2016 | 《더블유 (W)》 3월호                    | 김현아         |
| 2016 | 《그라치아 (Grazia)》 3월호             | 남지현         |
| 2016 | 《스타엠 (StarM)》 3월호                | 4MINUTE        |
| 2016 | 《쎄씨 (CeCi)》 3월호                   | 허가윤         |
| 2016 | 《인스타일 (In Style)》 3월호           | 4MINUTE        |
| 2016 | 《마블 (Marvle)》 4월호                 | 허가윤         |
| 2016 | 《쎄씨 (CeCi)》 4월호                   | 4MINUTE        |
| 2016 | 《에스콰이어 (Esquire)》 4월호          | 남지현         |
| 2016 | 《인스타일 (In Style)》 5월호           | 김현아         |
| 2016 | 《슈어 (Sure)》 6월호                   | 김현아         |
| 2016 | 《슈어 (Sure)》 7월호                   | 남지현         |

## 홍보대사
- 2009년 7월 서울캐릭터 라이선싱페어 2009 홍보대사
- 2009년 11월 한국철도시설공단 홍보대사
- 2009년 12월 달걀 홍보대사
- 2010년 12월 2011 대구방문의 해 홍보대사
- 2011년 6월 나눔홀씨 홍보대사
- 2011년 7월 한국공항공사 홍보대사
- 2012년 3월 F1 코리아 그랑프리 홍보대사
- 2012년 5월 사단법인 한국소아당뇨인협회 제3회 소아당뇨의 날 홍보대사
- 2013년 7월 희망서울 홍보대사
- 2013년 11월 헝거게임-캣칭 파이어 홍보대사
- 2014년 1월 코오롱 양궁팀 홍보대사 (권소현)
- 2014년 9월 동국대학교 홍보대사 (허가윤)
- 2014년 10월 기업가정신 홍보대사 (전지윤)
- 2015년 3월 대한민국 국군 29초 영화제 홍보대사
- 2015년 9월 메이즈 러너: 스코치 트라이얼 홍보대사
- 2016년 5월 세계인의 날 홍보대사

## 같이 보기
- 포미닛
- 포미닛의 음반 목록